# Скаутът
„Скаутът“ (на английски: The Scout) е американска комедия от 1994 г. на режисьора Майкъл Ричи, по сценарий на Роджър Анджъл, Андрю Бъргман, Албърт Брукс и Моника Джонсън. Във филма участват Албърт Брукс, Брендън Фрейзър и Даян Уийст. Премиерата на филма е на 30 септември 1994 г. в Съединените щати от „Туентиът Сенчъри Фокс“.